# فرودگاه بین‌المللی پام اسپرینگز
فرودگاه بین‌المللی پام اسپرینگز (به انگلیسی: Palm Springs International Airport) یک فرودگاه در کشور ایالات متحده آمریکا قرار دارد.
این فرودگاه که در شهر پام اسپرینگز، کالیفرنیا است دارای دو باند آسفالت به طول ۳٬۰۴۸ متر و ۱٬۵۰۹ می‌باشد.